# Ясон Ферский
Ясон, также Язон, Иасон (др.-греч. Ἰάσων ὁ Φεραῖος; убит в 370 году до н. э.) — тиран Фер и верховный вождь-таг Фессалии 370-х годов до н. э.
Ясон пришёл к власти в Ферах после смерти Ликофрона около 380 года до н. э., а затем, около 375 года до н. э., был избран верховным вождём-тагом Фессалии. В этом статусе он смог создать могущественное войско, с которым стал претендовать на панэллинское господство. Ясон заключил союз с Эпиром и Македонией, цари которых занимали в нём подчинённое положение.
Античные авторы отмечали выдающиеся качества Ясона как военачальника, так и государственного деятеля — богатырскую силу, неутомимость, умение предвосхищать замыслы врагов. Эти таланты он сочетал с прекрасным образованием, которое получил у «отца риторики» Горгия, и философским отношением к происходящему. Ясон был близок к тому, чтобы подчинить своей власти Древнюю Грецию, после чего намеревался организовать поход против персов. Планы Ясона остались нереализованными, так как он был убит заговорщиками на пике своего могущества.
Современные историки также признают Ясона выдающимся государственным деятелем античности и предшественником Филиппа II Македонского, при котором Фессалия достигла пика своего могущества.

## Биография

### Происхождение. Первые годы правления в Ферах
Ясон родился во второй половине V века до н. э. По одной версии, его отцом был Ликофрон, который около 404 года до н. э. стал тираном фессалийского города Феры. Возможно, Ликофрон являлся не отцом, а тестем Ясона. Вне зависимости от того как звали отца Ясона, он был богатым человеком. Об этом косвенно свидетельствуют анекдоты Полиэна о том, как Ясон выманивал у матери и братьев громадные суммы для содержания войска. Также, в молодости он обучался у знаменитого софиста ритора Горгия, который, согласно Диодору Сицилийскому, брал с учеников громадную сумму в сто мин.
Ясон стал тираном после смерти Ликофрона (возможно, не сразу, а после кратковременного периода правления Полиалка, женившись на вдове Полиалка и дочери Ликофрона) около 380 года до н. э. в период гегемонии Спарты. Впервые имя Ясона упоминается в связи с событиями на Эвбее, когда он около 379 года до н. э. оказал поддержку некоему Неогену в захвате власти над Ореем на севере Эвбеи. Однако попытка Ясона расширить своё влияние и обезопасить выход из Пагасейского залива провалилась, так как спартанцы с поддержкой местного населения свергли тиранию его ставленника и разместили в Орее собственный гарнизон.
К 375 году до н. э. Ясон с помощью войска наёмников заставил войти в Фессалийский союз большинство полисов Фессалии, племена долопов, мараков и даже эпирского царя Алкета. Определённое сопротивление Ясону был готов оказать правитель фессалийского города Фарсал Полидамант. Тогда Ясон предложил решить вопрос мирным способом и пообещал сделать Полидаманта вторым после него по значимости человеком во всей Греции. На аргумент Полидаманта о том, что он не может примкнуть к врагам своих друзей лакедемонян, Ясон предложил собеседнику съездить в Спарту, пересказать их разговор и попросить о помощи. Как и предполагал Ясон, спартанцы, взвесив сложившуюся ситуацию, ответили, что в данный момент не могут оказать Фарсалу должную помощь. На этом фоне Полидамант был вынужден заключить союз с Ясоном и признать его верховную власть. Он убедил тирана Фер не вводить свои войска в Фарсал, однако был вынужден выдать ему своих родственников в качестве заложников. Детали подчинения других городов неизвестны.

### На посту тага Фессалии
В 375/374 году Ясон был избран тагом всех фессалийцев, что позволило ему увеличить собственное войско. Должность тага — верховного вождя Фессалии — не предполагала тиранической власти над всей областью, однако стала признанием за Ясоном главной роли в Фессалийском союзе. Во время правления в Ферах войско Ясона, согласно Ксенофонту, насчитывало шесть тысяч всадников и более десяти тысяч гоплитов. В дополнение к нему, после избрания тагом, Ясон дополнительно получил власть над восьмью тысячами всадников и двадцатью тысячами гоплитов, а также «достаточным количеством пелтастов, чтобы воевать со всем миром». Став высшим должностным лицом Фессалии Ясон добился изгнания Алевадов, правящего аристократического рода из Ларисы. На этом фоне македонский царь Аминта III, хоть между македонским царским родом Аргеадов и Алевадами существовали давние дружественные отношения, предпочёл заключить союз с Ясоном. О подчинённом положении македонян относительно Фессалийского союза свидетельствует фрагмент, процитированной Аррианом, речи Александра Македонского сказанной через более чем 40 лет после описываемых событий: «Он [ Филипп II ] вручил вам власть над фессалийцами, а вы раньше умирали от страха перед ними».
С этими силами Ясон мог претендовать на панэллинское господство. Около 375 года до н. э. Фессалия вошла в Афинский морской союз. Возможно, к переговорам с Ясоном был причастен Ификрат, который смог убедить правителя Фессалии примкнуть к афинянам. Однако участие Фессалии в Афинском морском союзе продлилось недолго, так как обе державы имели противоположные интересы на Эвбее. Одновременно Ясон хотел заручиться поддержкой фиванцев. Так, согласно античным историкам он был другом Пелопида и пытался подкупить Эпаминонда, который отказался от денег, так как счёл это оскорблением. К друзьям Ясона также принадлежал афинский военачальник Тимофей. Правитель Фессалии даже приехал в 373 году до н. э. в Афины вместе с подвластным ему эпирским царём Алкетом, чтобы защищать Тимофея в суде. Приезд царственных гостей застал Тимофея врасплох и он был вынужден спешно одалживать деньги и предметы обиходы, чтобы достойно принять высоких гостей.
Особые отношения у Ясона были со Спартой. Его предшественник Ликофрон поддерживал хорошие отношения со спартанцами. В самом начале своего правления Ясон «унаследовал» дружбу со Спартой, однако ситуация изменилась, когда он сам стал претендовать на гегемонию над Грецией. В 375/374 году до н. э. спартанцы отправили войско в Фокиду, чтобы защитить область как от фиванцев, так и от фессалийцев. В 371 году до н. э. Ясон поддержал фиванцев в их войне со Спартой. В источниках присутствует противоречивая информация о степени участия фессалийцев. Согласно Диодору Сицилийскому, Ясон прибыл с войском в 1,5 тысячи пеших воинов и 500 всадников на помощь Эпаминонду, однако не участвовал в решающей битве при Левктрах. Ксенофонт утверждал, что фиванцы обратились за помощью к Ясону уже после победы над спартанцами. Оба утверждения являются не только противоречивыми, но и нелогичными. Предположительно, Ясон со своим войском прибыл к месту битвы уже после поражения спартанцев. Он убедил фиванцев отказаться от штурма укреплённого лагеря, в котором нашли убежище уцелевшие спартиаты и взял роль посредника между двумя сторонами. При его участии было заключено перемирие, по которому спартанцы получили возможность покинуть территорию Беотии и вернуться домой.
На обратном пути в Фессалию Ясон разрушил Гиамполь и Гераклею Трахинийскую — два стратегически важных полиса, которые преграждали проходы из Фессалии в Среднюю Грецию.

### Последние годы. Гибель
В 370 году до н. э. Ясон начал подготовку к участию Фессалии в Пифийский играх в священном центре Древней Греции Дельфах. Согласно Ксенофонту, он приказал каждому городу предоставить жертвенных животных и, одновременно, готовиться к военному походу. Такие действия вызвали опасения у дельфийцев относительно дальнейших действий Ясона. Они даже обратились к пифии с вопросом о том, как им поступать если Ясон решит ограбить дельфийскую сокровиницу, формально принадлежавшую Аполлону, на что получили ответ, что божество само в состоянии за себя постоять. Истинные планы Ясона остались неизвестными. Во время смотра конницы к нему подошли семь юношей с просьбой разрешить их спор и закололи Ясона. Истинные мотивы убийц, как и возможные организаторы покушения остались неизвестными. По одной версии, это была частная инициатива убийц — фессалийцев-аристократов; по другой, — убийство организовал брат и один из наследников Ясона Полидор; по третьей, — зачинщики находились вне Фессалии в Фивах или Дельфах.
Смерть Ясона положила конец притязаниям Фессалии на гегемонию, ибо мощь Фессалии полностью опиралась на талант Ясона. После смерти Ясона его наследниками стали братья Полидор и Полифрон, которые, впрочем, пробыли при власти недолго, менее года. Последующие тираны Фер не смогли достигнуть того же политического значения, так как между ними началась междоусобная борьба, завершившаяся подчинением Фессалии Македонией.

## Семья
В историографии существует несколько версий относительно происхождения Ясона. По одной, он был сыном первого тирана Фер Ликофрона. Она основана на фрагментах Ксенофонта, о том что отец Ясона был другом спартанцев, а он сам имел с ними наследственную проксению. В данном контексте речь должна идти о Ликофроне, который во время своего правления поддерживал дружественные отношения со Спартой. Также, у Ясона была дочь (родилась около 385 года до н. э.) Феба, или Фива, названная в честь Фив. Диодор Сицилийский и Плутарх писали, что у Фебы было три брата — Тисифон, Ликофрон II и Пифолай, предположительно, также дети Ясона. В таком случае Ликофрон II был назван в честь своего деда. В этом контексте, обращает на себя имя одного из предполагаемых сыновей «Тисифон» (буквально «Мститель за убийство»). Возможно, мальчик получил своё имя после некоего неудачного покушения на Ясона.
Другая группа историков оспаривает утверждение о том, что Ясон был сыном Ликофрона. Они отмечают, что в источниках братья Фебы не названы сыновьями Ясона. Также, согласно свидетельству Конона Тисифон, Ликофрон II и Пифолай были братьями Фебы по матери, сыновьями некоего Эвалка. Историки отождествили этого Эвалка с Полиалком, который наследовал власть в Ферах Ликофрону. В данной реконструкции, Ясон был зятем Ликофрона, который женился на его дочери, после смерти Полиалка. Данное построение также уязвимо для критики. Во-первых, «Рассказы» Конона весьма противоречивый источник; во-вторых, другие источники представляют Фебу старшей сестрой, которой помогали младшие братья, что противоречит гипотезе о её рождении во втором браке матери с Ясоном.
У Ясона было по крайней мере две супруги. Так, дочь Ясона Феба была оскорблена тем, что её супруг Александр стал свататься к вдове Ясона, которая, по мнению Э. Д. Фролова, «очевидно, не была её матерью».

## Оценки
[Ясон] почти никогда не ошибается в своих планах, — хочет ли он обмануть бдительность врага ловким манёвром, хочет ли быстротой действий застигнуть его врасплох или же броситься в мужественную атаку. Он умеет делать ночью то, что другие делают лишь днём; если он спешит, то работает даже во время обеда и ужина. Он полагает, что только тогда будет вправе отдыхать, когда он придёт к своей цели, выполнив всё то, что он имел в виду. Такое же воспитание он дал своим воинам. Он считает правильным, после того как воины потрудились для исполнения его желаний, исполнять и их желания. Поэтому все его подчинённые знают, что после труда их ждут удовольствия. Вдобавок Ясон — самый воздержанный в телесных удовольствиях человек из всех, кого я знаю; поэтому удовлетворение личных потребностей не отнимает у него ни минуты времени и не мешает ему постоянно заниматься необходимыми делами.

### Ясон — военачальник
Современник Ясона Ксенофонт пересказал речь Полидаманта перед спартанцами, в которой тот охарактеризовал Ясона человеком «именитым и очень могущественным», уделявшим большое внимание своему войску наёмников из шести тысяч всадников и более десяти тысяч гоплитов. Со слов Полидаманта Ясон отличался «богатырской силой и поразительной неутомимостью». Вместе со своими воинами он практически ежедневно проводил время в гимнасии и отмечал наиболее достойных из них. Одновременно Полидамант говорил о высоких качествах Ясона как военачальника, которые сочетались с непритязательностью к телесным наслаждениям. Ясон заслужил ещё один комплимент от римского историка Корнелия Непота за приезд в Афины для того, чтобы поддержать Тимофея в суде: «Язон, тиран Фессалии, самый могущественный человек своего времени. Он, который на родине никогда не чувствовал себя в безопасности без охраны, явился в Афины без всякой защиты, так высоко ценя друга, что предпочёл скорее подвергнуться смертельной опасности, чем не поддержать Тимофея, отстаивающего своё доброе имя». Цицерон сравнил Ясона с другим величайшим государственным деятелем Афин периода греко-персидских войн Фемистоклом в умении «скрывать, молчать, притворяться, строить ковы, предвосхищать замыслы врага».
При Ясоне Фессалия ненадолго стала представлять собой самую могущественную военную силу в Древней Греции. Ясон был одним из первых древнегреческих правителей, который добился верховной власти с помощью наёмников. В своих методах достижения власти, по мнению Г. Парка, Ясон являлся предшественником Филиппа II Македонского. Историк отмечал, что античные источники умалчивают о деталях усиления Ясона. Он внезапно появляется в сочинении Ксенофонта как грозный военачальник, что делает Ясона загадочной фигурой в историографии. Проводя реконструкцию биографии Ясона Г. Парк отмечал, что в начале правления главной его проблемой могло быть содержание войска. Косвенно об этом свидетельствуют приведённые Полиэном шесть исторических анекдотов об Ясоне, которые касаются путей добывания им денег. Для усиления войска Ясон стал набирать воинов из более низких социальных групп, которые не могли позволить себе приобрести необходимое для гоплитов вооружение. Фессалийские периэки пополняли число легковооружённых пельтастов. Впоследствии этот опыт переняли и в других полисах, что привело к эволюции состава древнегреческих войск в IV веке до н. э.
Ясон был не только талантливым военным организатором, который смог создать мощное войско, но и талантливым тактиком. С именем Ясона Арриан связывал модернизацию построения всадников, хотя и допускал, что тот просто внедрил более ранние открытия военного дела. Согласно Арриану, Ясон ввёл ромбовидное построение конницы, что сделало его войско более манёвренным и позволило быстро делать перестроения при угрозе для флангов и тыла.

### Внешняя и внутренняя политика
Свои властные амбиции Ясон обосновывал идеями Горгия о необходимости единения всех греков для покорения Персии. Полидамант привёл слова Ясона: «Ты, ведь, знаешь, что персидский царь — богаче всех людей на свете, и это потому, что он извлекает свои доходы не с островов, а с материка. Впрочем, мне кажется, что его ещё легче покорить, чем Грецию. Мне известно, что весь персидский народ, исключая лишь одного человека, это — толпа рабов, чуждая гражданских добродетелей; известно и то, что царь был доведён до края гибели сравнительно незначительными отрядами, шедшими под предводительством Кира и Агесилая». Данная идея находила отклик в древнегреческом обществе и способствовала популярности Ясона. Подобные лозунги с теми же целями повторяли также тиран Сиракуз Дионисий Старший и царь Македонии Филипп II.
Несмотря на внешнее стремление захватить империю Ахеменидов, вся деятельность Ясона была направлена на установление собственной гегемонии в Греции. 370-е годы до н. э., время правления Ясона, в истории классической Греции носит название спартанской гегемонии. В связи с этим внешняя политика Ясона, который и сам стремился к верховной власти, имела явный антиспартанский характер. Одновременно политическая ориентация Ясона была довольно гибкой. Он сумел избежать прямого военного столкновения со спартанцами и в 371 году до н. э. приложил все усилия, чтобы не дать фиванцам окончательно уничтожить спартанское войско, чтобы не получить у своих границ чрезмерно могущественного соседа. Одновременно, в ходе того же похода он разрушил два стратегически важные пункта, сильные воинские контингенты в которых могли бы помешать ему в будущем вторгнуться в Среднюю Грецию, что свидетельствует о его планах дальнейших завоеваний. На тот момент он достиг пика своего могущества.
Диодор Сицилийский охарактеризовал правление Ясона как умеренное. Ясон предпочитал компромисс и добровольное подчинение завоеванию, в античных источниках отсутствуют сведения о его жестокости и несправедливых поступках. Также, он не посягал на автономию подвластных ему городов, о чём свидетельствует продолжение чеканки в них собственных монет. Этим Ясон достиг поддержки широких народных масс, которые были увлечены как его политической программой, так и периодом экономического подъёма. Э. Д. Фролов сравнил Ясона с сиракузским тираном Дионисием Старшим. Он демонстрировал те же твёрдость в сохранении единоличной власти, гибкость средств для достижения цели, политическую мудрость в использовании государствообразующей идеи. По мнению историка, Ясон был более проницательным и конструктивным, по сравнению со своим сиракузским ровесником.
Согласно оценкам современных историков, Ясон принадлежит к категории просвещённых тиранов. Он получил прекрасное образование у Горгия, разбирался в особенностях различных философских школ, поддерживал хорошие отношения с афинскими интеллектуалами, в частности был другом Исократа, и даже обосновывал свои действия с помощью философии. Так, согласно Аристотелю, Ясон говорил, что «он голодает, когда oн не тиран, а это значит, что oн не умеет быть частным человеком». Плутарх приписывал Ясону утверждение, что «приходится нарушать правду в малом, если хочешь соблюдать её в большом». Античный историк отмечал, что такие слова мог сказать лишь неограниченный в правах тиран, а не должностное лицо среди свободных граждан.

### Исследования
- Берве Г. Тираны Греции. — Ростов-на-Дону: Феникс, 1997. — (Исторические силуэты). — ISBN 5-222-00368-X.
- Борза Ю. История античной Македонии (до Александра Великого) / пер. с англ. М. М. Холода при участии А. Бодрова, О. и В. Иванцовых, 3. Барзах; научная ред. и вступ. статья М. М. Холода; приложения М. М. Холода, Э. Д. Фролова и Ю. Н. Кузьмина. — СПб.: Нестор-История, 2013. — 592 с. — (Историческая библиотека). — ISBN 978-5-44690-015-2.
- Кембриджская история древнего мира / под редакцией Д.-М. Льюиса, Дж. Бордмэна, С. Хорнблоуэра, М. Оствальда. Перевод, научное редактирование, примечания А. В. Зайкова. — М.: Ладомир, 2017. — Т. VI. Четвёртый век до нашей эры. Первый полутом. — 720 с. — ISBN 978-5-86218-545-4.
- Кембриджская история древнего мира / под редакцией Д.-М. Льюиса, Дж. Бордмэна, С. Хорнблоуэра, М. Оствальда. Перевод, научное редактирование, примечания А. В. Зайкова. — М.: Ладомир, 2017. — Т. VI. Четвёртый век до нашей эры. Второй полутом. — 720 с. — ISBN 978-5-86218-542-3.
- Минаев О. В. Основные проблемы социально-политического развития Фессалии в VIII—IV вв. до н.э. // Via in tempore. История. Политология. — 2008. — Т. 7, вып. 45, № 5. — С. 7—12. — ISSN 2687-0967.
- Парк Г. В. Греческие наёмники. «Псы войны» древней Эллады / Перевод книги Л. А. Игоревский. — М.: Центрполиграф, 2013. — 288 с. — ISBN 978-5-9524-5093-6.
- Фролов Э. Д. Греция в эпоху поздней классики (Общество. Личность. Власть). — СПб.: Издательский Центр «Гуманитарная Академия», 2001. — 602 с. — (Studia classica). — ISBN 5-93762-013-5.
- Aston E. Blessed Thessaly. The Identities of a Place and Its People from the Archaic Period to the Hellenistic (англ.). — Liverpool: Liverpool University Press, 2024. — (Liverpool Studies in Ancient History). — ISBN 978-1-78962-427-4.
- Scherling K. Polydamas 5 // Paulys Realencyclopädie der classischen Altertumswissenschaft :  [нем.] / Georg Wissowa. — Stuttgart : J. B. Metzler’sche Verlagsbuchhandlung, 1952. — Bd. XXI, 2. — Kol. 1601—1602.
- Stähelin F.[нем.]. Iason 3 // Paulys Realencyclopädie der classischen Altertumswissenschaft :  [нем.] / Georg Wissowa. — Stuttgart : J. B. Metzler’sche Verlagsbuchhandlung, 1914. — Bd. IX, 1. — Kol. 771—777.